# Stora Mossen
Stora Mossen – dzielnica (stadsdel) Sztokholmu, położona w jego zachodniej części (Västerort) i wchodząca w skład stadsdelsområde Bromma. Graniczy z dzielnicami Ulvsunda, Alvik, Äppelviken, Ålsten i Abrahamsberg.
Według danych opublikowanych przez gminę Sztokholm, 31 grudnia 2020 r. Stora Mossen liczyło 1787 mieszkańców. Powierzchnia dzielnicy wynosi 0,65 km².
Stora mossen jest jedną ze stacji na zielonej linii (T17 i T19) sztokholmskiego metra.